# Kamíxevskaia
Kamíxevskaia (en rus: Камышевская) és un poble (una stanitsa) de l'óblast de Rostov, a Rússia, segons el cens rus del 2010 tenia 919 habitants. Pertany al districte de Tsimliansk.